# Хабибуллин, Равмер Хасанович
Равмер Хасанович Хабибуллин (баш. Равмер Хәсән улы Хәбибуллин, тат. Равмер Хәбибуллин; 10 июля 1933, Чекмагуш, Башкирская АССР — 31 августа 2011, Уфа) — советский государственный и партийный деятель, первый секретарь Башкирского обкома КПСС (1987—90).

## Биография
Родился 10 июля 1933 года в татароязычном татаро-башкирском селе Чекмагуш в Чекмагушевском районе БАССР.
В 1961 г. окончил Уфимский нефтяной институт. По национальности башкир.
- 1961—1970 гг. в нефтепромысловом управлении «Альметьевнефть» объединения «Татнефть»: оператор по добыче нефти, инженер по перекачке нефти, секретарь парткома, начальник цеха, заместитель начальника управления,
- 1970—1972 гг. — начальник управления объединения «Татнефть»,
- 1972—1977 гг. — заместитель начальника объединения «Татнефть»,
- 1977—1986 гг. — генеральный директор производственного объединения «Пермнефть»,
- 1986—1987 гг. — начальник Главного управления проектирования и капитального строительства Министерства нефтяной промышленности СССР.
- 1987—1990 гг. — первый секретарь Башкирского обкома КПСС.

Избирался депутатом Верховного Совета СССР 11 созыва, являлся членом Президиума Верховного Совета СССР, народный депутат СССР (1989—1991).

## Награды и звания
Награждён орденами Октябрьской Революции, Трудового Красного Знамени, знаком Почета, многими медалями, ему присвоено звание «Почетный нефтяник СССР».